# Solanum berthaultii
Solanum berthaultii är en potatisväxtart som beskrevs av John Gregory Hawkes. Solanum berthaultii ingår i släktet skattor som ingår i familjen potatisväxter. Inga underarter finns listade i Catalogue of Life.